# Fusarium solani

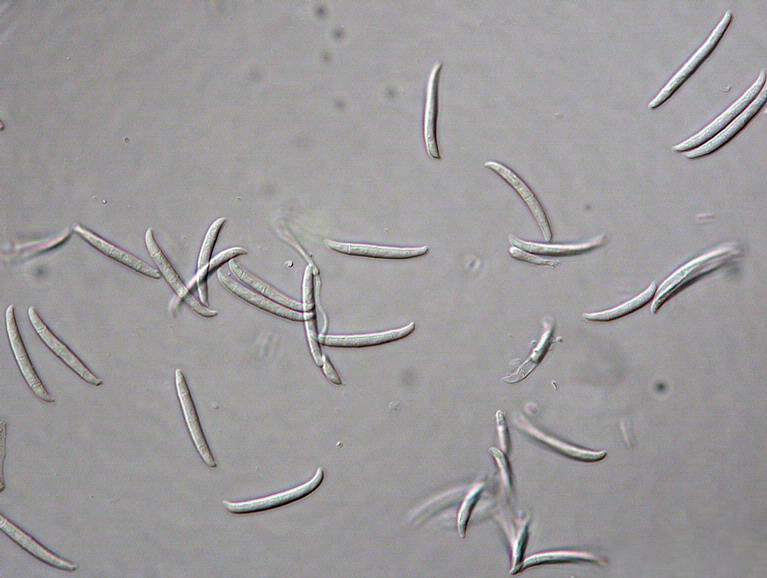
Makrokonidia

Fusarium solani (Mart.) Sacc – gatunek grzybów z rodziny gruzełkowatych (Nectriaceae). Grzyb mikroskopijny, pasożyt fakultatywny roślin.

## Systematyka i nazewnictwo
Pozycja w klasyfikacji według Index Fungorum: Fusarium. Nectriaceae, Hypocreales, Hypocreomycetidae, Sordariomycetes, Pezizomycotina, Ascomycota, Fungi.
Po raz pierwszy zdiagnozował go w 1842 r. von Martius na bulwach ziemniaka. Nadał mu nazwę Fusisporium solani. Obecną, uznaną przez Index Fungorum nazwę nadał mu w 1881 r. P.A. Saccardo.
Synonimów nazwy naukowej ma ok. 60:

## Morfologia
Grzybnia hodowana na sztucznych pożywkach rozwija się umiarkowanie szybko. Optymalna temperatura wzrostu wynosi 28 °C. Kolonia jest kłaczkowata, o barwie niebiesko-szaro-brązowej. Na wydłużonych bocznych strzępkach grzybni powietrznej tworzą się mikrokonidia. Są cylindryczne, hialinowe, o rozmiarach 9-16 × 2–4 μm. Czasami posiadają jedną przegrodę. Po 4–7 dniach na dobrze rozwiniętych i rozgałęzionych konidioforach tworzą się makrokonidia. Mają kształt od cylindrycznego do sierpowatego, często są nieco szersze na wierzchołku i mają wyraźną podstawę. Wymiary: 40-100 × 5–7,5 μm. Chlamydospory owalne, gładkie lub szorstkie, o rozmiarach 10-11 × 8–9 μm. Powstają zarówno pomiędzy komórkami strzępek, jak i na ich końcu, częściej w ciemności niż na świetle. Ich rozwój stymulowany jest przez obecność w kulturze bakterii glebowych. Homotaliczne szczepy. F. solani w hodowli na sztucznych pożywkach często wytwarzają perytecja.
Od innych gatunków Fusarium odróżnia go kilka charakterystycznych cech. Makrokonidia mają średnio 3-4 przegrody, są lekko zakrzywione i mają dość grube ściany. Owalne lub nerkowate mikrokonidia tworzą się obficie na bardzo długich monofialidach. Chlamydospory powstają obficie.
Formą płciową (teleomorfą) jest Nectria haematococca.

## Występowanie i znaczenie
F. solani jest szeroko rozprzestrzeniony, występuje na całym świecie. Pasożytuje na licznych gatunkach roślin wywołując u nich choroby zwane fuzariozami. U roślin uprawianych w Polsce powoduje choroby: fuzaryjna zgorzel fasoli, fuzaryjna zgorzel bobu, fuzaryjna zgorzel dyniowatych, sucha zgnilizna bulw ziemniaka, fuzarioza soi, fuzaryjna zgorzel topinambura, fuzaryjna zgorzel łubinu, fuzaryjna zgorzel bobiku, fuzaryjna zgorzel wyki, fuzaryjna zgorzel lucerny, fuzaryjna zgorzel pomidora i fuzariozy niektórych roślin ozdobnych. Czynnikami sprzyjającymi infekcjom i rozwojowi patogenu jest duża wilgotność gleby oraz występowanie w niej nicieni, patogen wnika bowiem do korzeni roślin głównie przez wykonane przez nich rany. Przy dużej obecności w glebie nicienia Nematria haematococca fuzarioza roślin może przybrać charakter epidemii.
Teleomorfa Nectria haematococca żyje jako saprotrof na korze wielu gatunków drzew i krzewów, oraz na obumierających pędach różnych gatunków roślin zielnych. Jest częsta w krajach o klimacie ciepłym, w krajach o klimacie umiarkowanym spotykana jest rzadziej.